# Zacieczki
Zacieczki – wieś w Polsce, położona w województwie podlaskim, w powiecie grajewskim, w gminie Szczuczyn.
| SIMC    | Nazwa          | Rodzaj     |
| ------- | -------------- | ---------- |
| 0407109 | Nowe Zacieczki | przysiółek |

W latach 1975–1998 wieś administracyjnie należała do województwa łomżyńskiego.
Prywatna wieś szlachecka położona była w drugiej połowie XVI wieku w powiecie wąsoskim ziemi wiskiej województwa mazowieckiego. 
W okresie międzywojennym stacjonowała tu placówka Straży Celnej „Zacieczki”.
Wierni kościoła rzymskokatolickiego należą do parafii Imienia Najświętszej Maryi Panny w Szczuczynie.